# Fluocinolonacetonid
Fluocinolonacetonid ist eine chemische Verbindung aus der Gruppe der fluorierten Glucocorticoide. Es wird medizinisch zur lokalen Behandlung entzündlicher Erkrankungen eingesetzt.

## Gewinnung und Darstellung
Fluocinolonacetonid kann durch Reaktion von Fluocinolon (welches selber wiederum in einer mehrstufigen Reaktion aus 3,20-Dioxo-6α-fluor-11β,16α,17α,21-tetrahydroxy-4-pregnen dargestellt werden kann) mit Aceton und Perchlorsäure in Wasser gewonnen werden.

## Eigenschaften
Fluocinolonacetonid ist ein weißes, geruchloses, kristalles Pulver, das praktisch unlöslich in Wasser und in Heptan ist und löslich in Aceton und in wasserfreiem Ethanol. Die Verbindung kommt in mehreren kristallinen Modifikationen vor. Sie neigt in wässriger oder ehanolischer Lösung zu oxidativen Umlagerungen und im alkalischen Bereich zu Abbaureaktionen.

## Verwendung
Fluocinolon in Form von Fluocinolonacetonid wird in Form von Cremes, Salben oder als Ohrentropfen zur Behandlung von entzündlichen Hautkrankheiten und trockenen Gehörgangsekzemen verwendet. Die intravitreale Gabe (in den Glaskörper des Auges) von Fluocinolonacetonid umfasst die Vorbeugung gegen Rezidive der nicht-infektiösen Entzündung der Augenhaut (Uveitis) und  die Behandlung von Sehstörungen bei einem diabetischen Makulaödem (MDE). Die Gabe ist über ein Implantat möglich, das Fluocinolonacetonid über drei Jahre kontinuierlich in den Glaskörper freisetzt (Präparatename Iluvien).